# Octava División del Ejército (Bolivia)
La Octava División del Ejército es una de las diez divisiones del Ejército de Bolivia. Su misión es la protección de la frontera de Bolivia y Brasil. Su base se localiza en la ciudad y municipio de Santa Cruz de la Sierra, provincia Andrés Ibáñez, departamento de Santa Cruz.

## Historia
En la segunda mitad de la década de 1970, el Ejército de Bolivia adoptó una organización que incorporó cuatro cuerpos de ejército. La Octava División integró la organización del III Cuerpo de Ejército, hasta la disolución de este en los años noventa. Para los años ochenta, la Octava División estaba compuesto por un regimiento de infantería, un regimiento de caballería y un batallón de ingenieros.
Organización de la década de 1990: tres regimientos de infantería, un regimiento de caballería, un regimiento de artillería, una agrupación antiaérea y un batallón de ingeniería.

## Organización
Sus unidades dependientes son:
- el Regimiento de Satinadores 2 "Cnl. Francisco Manchego" (RANGER)
- el Regimiento de Artillería Antiaérea «Aguirre»;
- y el Regimiento Escuela Policía Militar N.º 2.